# Bromek emepronium
Bromek emepronium – organiczny związek chemiczny wykazujący działanie antycholinergiczne, stosowany w urologii jako środek spazmolityczny. Może powodować owrzodzenie przełyku, dlatego należy go przyjmować w pozycji spionizowanej, popijając odpowiednią ilością płynów.